# Thivet
Thivet település Franciaországban, Haute-Marne megyében. Lakosainak száma 276 fő (2022. január 1.). Thivet Nogent, Rolampont, Vesaignes-sur-Marne és Vitry-lès-Nogent községekkel határos.

## Népesség
A település népessége az elmúlt években az alábbi módon változott:
| Lakosok száma | 215  | 228  | 295  | 301  | 258  | 268  | 272  | 271  | 273  | 276  |
|               | 1968 | 1982 | 1990 | 2006 | 2013 | 2015 | 2017 | 2019 | 2020 | 2022 |